# Patrulha Internacional do Gelo
A Patrulha Internacional do Gelo (em inglês: International Ice Patrol) é uma organização que tem como objetivo monitorar a presença de icebergs nos oceanos Atlântico e Ártico e reportar os seus movimentos por motivos de segurança. É operada pela Guarda Costeira dos Estados Unidos, mas é financiada por 13 nações interessadas na navegação transatlântica. Desde 2011, os governos que contribuíram para a Patrulha Internacional do Gelo incluem Bélgica, Canadá (Serviço Canadense de Gelo), Dinamarca, Finlândia, França, Alemanha, Grécia, Itália, Japão, Holanda, Noruega, Panamá, Polônia, Espanha, Suécia, Reino Unido e Estados Unidos.
A organização foi criada em 1914 em resposta ao naufrágio do RMS Titanic. A missão principal da Patrulha do Gelo é monitorar o perigo dos icebergs no Oceano Atlântico Norte e fornecer produtos de alerta de iceberg relevantes para a comunidade marítima.

## História

### Fundação
Desde as primeiras viagens ao Atlântico Norte, os icebergs ameaçam os navios. Uma revisão da história da navegação antes da virada do século XX mostra um número impressionante de casualidades ocorridas nas proximidades dos Grandes Bancos da Terra Nova.  Por exemplo, Lady of the Lake afundou em 1833 com uma perda de 215 pessoas. Entre 1882 e 1890, 14 embarcações se perderam e 40 foram seriamente danificados devido ao gelo. Isso não inclui o grande número de navios baleeiros e de pesca perdidos ou danificados pelo gelo. Foi preciso um dos maiores desastres marinhos de todos os tempos para despertar a demanda pública por uma ação cooperativa internacional para lidar com esse perigo marinho. Este desastre, o naufrágio do RMS Titanic em 15 de abril de 1912, foi o principal impulso para o estabelecimento da Patrulha Internacional do Gelo.
Em sua viagem inaugural de Southampton, Inglaterra com destino a Nova Iorque, o Titanic colidiu com um iceberg ao sul da "cauda" (extremidade sul) dos Grandes Bancos e afundou em menos de três horas. A perda de vidas foi enorme, com mais de 1 500 dos 2 224 passageiros e tripulantes perecendo. Titanic, o novo navio da White Star Line, foi o maior navio de passageiros de seu tempo, deslocando 45 000 toneladas e capaz de manter uma velocidade superior a 22 kn (41 km/h). A perda do Titanic fez sentir no mundo uma consciência sóbria do potencial de tragédia de um iceberg. As dimensões do desastre do Titanic criaram uma reação pública suficiente em ambos os lados do Atlântico para incitar os governos relutantes a entrar em ação, produzindo a primeira Convenção Internacional para a Salvaguarda da Vida Humana no Mar (SOLAS) em 1914.
Após o desastre do Titanic, a Marinha dos EUA atribuiu os cruzadores USS Chester e USS Birmingham para patrulhar os Grandes Bancos da Terra Nova pelo resto de 1912. Em 1913, a Marinha dos Estados Unidos não podia dispensar os navios para esse fim, então o Revenue Cutter Service (precursor da Guarda Costeira dos Estados Unidos) assumiu a responsabilidade, designando o USRC Seneca e o USRC Miami para conduzir a patrulha.
Na primeira Convenção Internacional para a Salvaguarda da Vida Humana no Mar, realizada em Londres em 12 de novembro de 1914, o tema do patrulhamento das regiões de gelo foi amplamente discutido. A convenção, assinada em 30 de janeiro de 1914 pelos representantes das diversas potências marítimas do mundo, previa a inauguração de um serviço internacional de demolição, observação e patrulha de gelo, composto por embarcações, que deveriam patrulhar as regiões de gelo durante a temporada do perigo de icebergs e tentar manter as vias transatlânticas livres de destroços durante o restante do ano. Devido principalmente à experiência adquirida em 1912 e 1913, o governo dos Estados Unidos foi convidado a assumir a gestão do serviço triplo, despesa a ser custeada pelas 13 nações interessadas na navegação transatlântica.
A segunda Convenção Internacional para a Salvaguarda da Vida Humana no Mar foi convocada em Londres em 16 de abril de 1929. Dezoito nações participaram, todas as quais assinaram o ato final em 31 de maio de 1929. Devido ao receio no Senado dos Estados Unidos, como resultado de ambiguidades no artigo 54 que trata do controle, a convenção de 1929 não foi ratificada pelos Estados Unidos até 7 de agosto de 1936, e mesmo assim a ratificação foi acompanhada de três ressalvas. Ao mesmo tempo, o Congresso promulgou legislação em 25 de junho de 1936, exigindo formalmente que o Comandante da Guarda Costeira administrasse o Serviço Internacional de Observação e Patrulha do Gelo (Cap. 807, parágrafo 2 49 USC 1922) e descrevendo de maneira geral a maneira em que este serviço deveria ser executado. Com apenas pequenas mudanças, permanece até hoje como a autoridade básica da Guarda Costeira para operar a Patrulha Internacional do Gelo. Desde 1929, houve três convenções SOLAS (1948, 1960 e 1974). Nenhuma delas recomendou qualquer mudança básica que afete a Patrulha do Gelo.
Todos os anos desde 1914, a Guarda Costeira dos Estados Unidos e a Patrulha Internacional do Gelo colocam uma coroa de flores de um navio ou aeronave no local do desastre do Titanic em 15 de abril. A cerimônia solene é assistida pela tripulação da embarcação e uma declaração de dedicação ao Titanic e suas fatalidades é lida.

## Administração

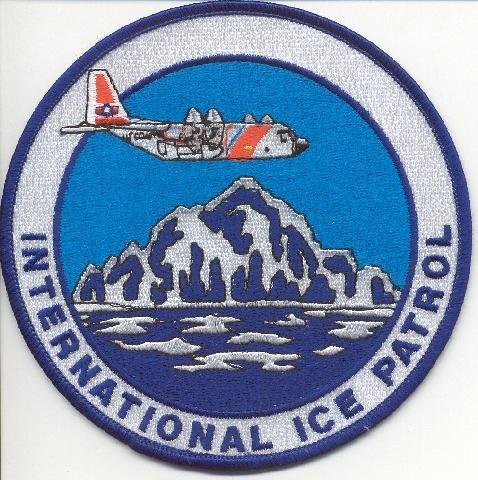
Patch da Patrulha Internacional do Gelo

Desde seu início até o início da Segunda Guerra Mundial, a Patrulha do Gelo foi conduzida a partir de dois cúteres de patrulha de superfície, alternando patrulhas de vigilância nos limites das regiões com gelo no sul. Em 1931 e posteriormente, um terceiro navio foi designado para a Patrulha do Gelo para realizar observações oceanográficas nas proximidades dos Grandes Bancos. Após a Segunda Guerra Mundial, a vigilância aérea tornou-se o principal método de reconhecimento de gelo, com as patrulhas de superfície sendo gradualmente eliminadas, exceto durante os anos de gelo incomumente pesado ou longos períodos de visibilidade reduzida. O uso do navio oceanográfico continuou até 1982, quando o único navio oceanográfico remanescente da Guarda Costeira, USCGC Evergreen, foi convertido em um cúter de resistência média. A aeronave tem vantagens distintas para reconhecimento de gelo, proporcionando uma cobertura muito maior em um período de tempo relativamente curto.
De 1946 até 1966, os escritórios da Patrulha de Gelo, centro de operações e aeronaves de reconhecimento estavam baseados na Base Naval Argentia, em Terra Nova, durante a estação de gelo.
Devido a mudanças nos compromissos operacionais e restrições financeiras, os escritórios na Base Naval Argentia fecharam em 1966. A sede da Patrulha do Gelo e o centro de operações mudaram-se para Governors Island, Nova Iorque,
Hoje, a Patrulha Internacional do Gelo está localizada no Centro de Operações de Satélites da Administração Oceânica e Atmosférica Nacional (NOAA) em Suitland, Maryland. Anteriormente, estava localizada no Centro de Pesquisa e Desenvolvimento da Guarda Costeira em New London, Connecticut. A destacamento de reconhecimento de gelo, geralmente composto por onze tripulantes e quatro observadores de gelo voando em uma aeronave HC-130, continua a funcionar a partir da Terra Nova.
A Patrulha de Gelo divulga informações sobre icebergs e o limite de todo gelo marinho conhecido via rádio, transmitindo pelo Comando de Comunicações da Guarda Costeira dos EUA (COMMCOM) localizado em Chesapeake, Virgínia, via Inmarsat Safetynet e mapa fac-símile via rádio. As informações da Patrulha do Gelo também estão disponíveis via acesso à Internet. As mudanças de 2002 na SOLAS exigem que os navios que transitam pela região protegida pela Patrulha do Gelo usem os serviços prestados durante a temporada de gelo.

## História da aviação da Patrulha Internacional do Gelo
- 6 de fevereiro de 1946 – Um PBY-5A faz o primeiro voo de reconhecimento da Patrulha Internacional do Gelo.[6]
- 24 de fevereiro de 1946 – Dois PB4Y-1 chegam a Argentia, Terra Nova para se tornar a primeira aeronave dedicada à Patrulha do Gelo.[6]
- 1 de julho de 1946 — Primeiros implantações de helicópteros na Patrulha Internacional do Gelo. Um helicóptero HNS-1, Sikorsky R-4, CGNR 39047, voou a partir de um USCGC Northwind na costa da Groenlândia.[7][8][9]
- 1947 — Um PB-1G torna-se a aeronave da Patrulha do Gelo.[6]
- 1948 — O PB-1G equipado com câmera inicia um censo de icebergs na Ilha de Baffin, concluído em 1949.[6]
- 1949 — Aeronaves tornam-se as únicas ferramentas de reconhecimento pela primeira vez.[6][10]
- 1956 — Testes malsucedidos para identificar icebergs através da marcação com marcadores de corante, corante comercial e óleo de motor usado.[6]
- 1958 — Última patrulha no gelo por um PB-1G.[6]
- 1959 — R5Ds substituem PB-1Gs.[6]
- Junho de 1959 — Experiências malsucedidas de demolição de icebergs com bombas incendiárias de magnésio e termite.[6]
- Maio de 1960 — Experiências malsucedidas de demolição de icebergs lançando bombas altamente explosivas a partir de um UF-2G.[6]
- 24 de maio de 1962 — Primeira Patrulha do Gelo pelo HC-130B.[6]
- 1963 — R5Ds substituídos por HC-130Bs, equipados com sistema de navegação Doppler.[6]
- 1964 — Primeiro uso bem-sucedido do termômetro de radiação aerotransportado para detectar mudanças na temperatura da água da superfície.[6]
- 1967 — Primeiro uso de radiômetro de micro-ondas para diferenciar contatos do radar como navio ou iceberg.[6]
- 30 de abril de 1970 — A destacamento de reconhecimento de gelo mudou-se de Argentia para CFB Summerside na Ilha do Príncipe Eduardo.[6]
- 1971 — A avaliação do radar aerotransportado de observação lateral começou.[6]
- 1973 — Sistema de navegação unercial instalado em aeronaves da Patrulha do Gelo.[6]
- 1973 — A destacamento de reconhecimento de gelo mudou-se para São João da Terra Nova.[6]
- 1982 —  A destacamento de reconhecimento de gelo mudou-se para Gander, Terra Nova e Labrador .
- 1989 — A destacamento de reconhecimento de gelo voltou para São João, Terra Nova e Labrador.